# Marie de Portugal (1313-1357)
Pour les articles homonymes, voir Marie de Portugal.
 (décembre 2019).
Si vous disposez d'ouvrages ou d'articles de référence ou si vous connaissez des sites web de qualité traitant du thème abordé ici, merci de compléter l'article en donnant les références utiles à sa vérifiabilité et en les liant à la section « Notes et références ».
Marie de Portugal est reine de Castille par mariage, née en 1313 et morte le 18 janvier 1357.

## Biographie
Fille de Alphonse IV de Portugal et de Béatrice de Castille.
Marie de Portugal épousa en 1328 Alphonse XI de Castille. Ce mariage fut un échec, Alphonse préférant à son épouse sa maîtresse, Leonor de Guzmán.
De l'union de Marie de Portugal et d'Alphonse XI de Castille naquit, en 1334, le futur Pierre Ier de Castille (Pierre le Cruel).
À la mort de son époux, Marie fit assassiner Leonor de Guzmán, sous ses yeux et ceux de son fils. Elle prit une sorte de régence dans le sens où elle domina le début de règne de son fils, avant de s'éteindre dans sa terre natale en 1357.